# Liste des intercommunalités du Val-de-Marne

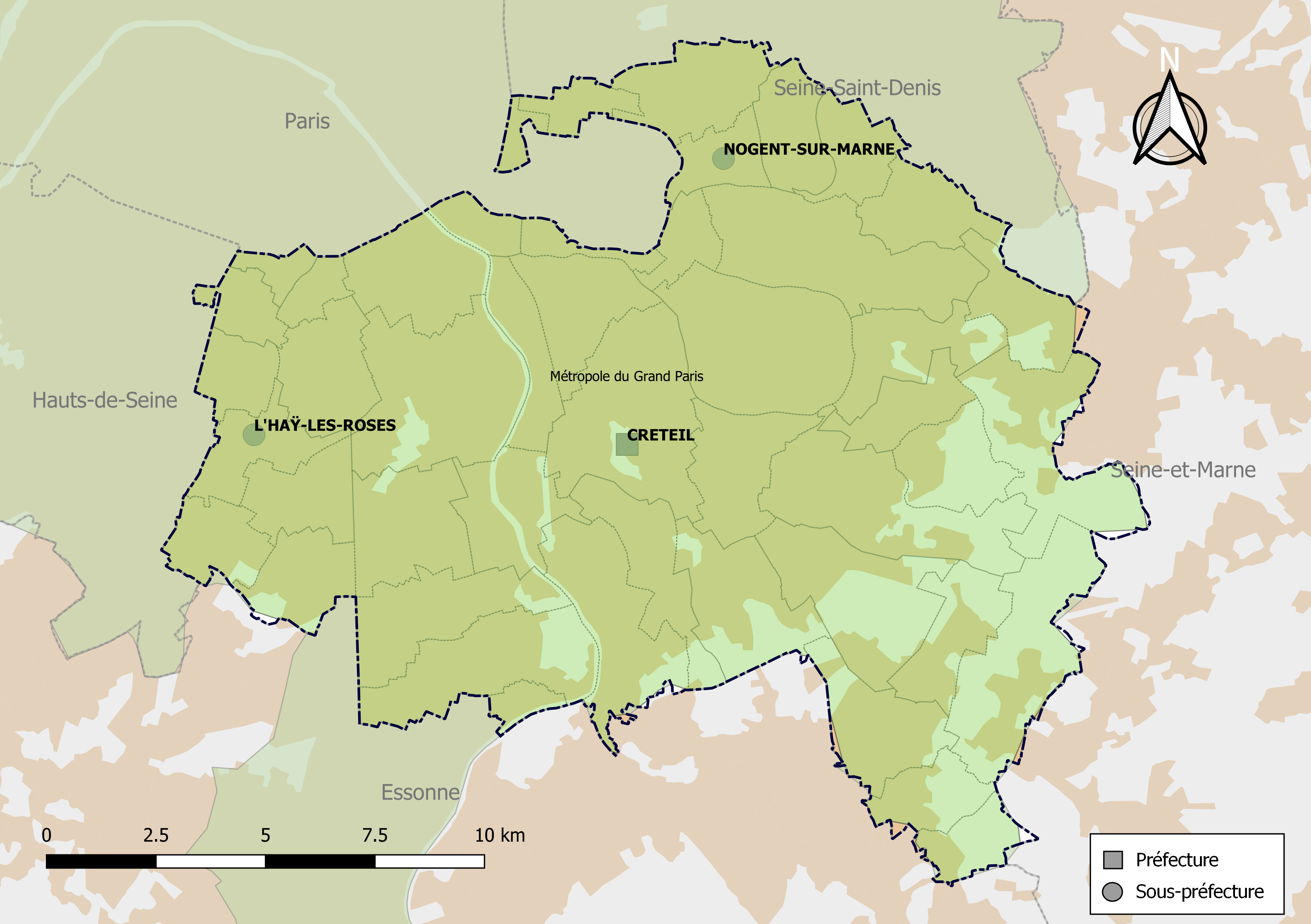
Depuis le 1er janvier 2016, le département français de Val-de-Marne est intégralement compris sur le territoire de la Métropole du Grand Paris.

Le département du Val-de-Marne est intégralement compris sur le territoire de la métropole du Grand Paris depuis le 1er janvier 2016. Il est divisé entre trois établissements publics territoriaux : T10 (Paris-Est-Marne et Bois), T11 (Grand Paris Sud Est Avenir) et T12 (Grand-Orly Seine Bièvre).

## Territoires de la métropole du Grand Paris
Depuis le 1er janvier 2016, l'ensemble des communes du Val-de-Marne est membre de la métropole du Grand Paris et chacune est insérée dans l'un des trois établissements publics territoriaux (ETP) suivants<, le dernier de la liste — le T12 — débordant sur l'Essonne :[réf. nécessaire]

Les territoires du Grand Paris.
T10 – Paris-Est-Marne et Bois
T11 – Grand Paris Sud Est Avenir
T12 – Grand-Orly Seine Bièvre

- T10 : Paris-Est-Marne et Bois regroupe treize communes du nord-est du département du Val-de-Marne (Bry-sur-Marne, Champigny-sur-Marne, Charenton-le-Pont, Fontenay-sous-Bois, Joinville-le-Pont, Le Perreux-sur-Marne, Maisons-Alfort, Nogent-sur-Marne, Saint-Mandé, Saint-Maur-des-Fossés, Saint-Maurice, Villiers-sur-Marne et Vincennes). Son siège est fixé par décret n° 2015-1663 du 11 décembre 2015 à Champigny-sur-Marne[2].
Sa superficie est de 56,3 km2 et sa population municipale de 516 281 habitants au 1er janvier 2022. Il est géré par 90 conseillers territoriaux et ses communes sont représentées par 15 élus au conseil de la métropole.

- T11 : Grand Paris Sud Est Avenir regroupe seize communes du sud-est du département du Val-de-Marne (Alfortville, Boissy-Saint-Léger, Bonneuil-sur-Marne, Chennevières-sur-Marne, Créteil, La Queue-en-Brie, Le Plessis-Trévise, Limeil-Brévannes, Mandres-les-Roses, Marolles-en-Brie, Noiseau, Ormesson-sur-Marne, Périgny, Santeny, Sucy-en-Brie et Villecresnes). Son siège est fixé par décret n° 2015-1664 du 11 décembre 2015 à Créteil[3].
Sa superficie est de 99,8 km2 et sa population municipale de 324 088 habitants au 1er janvier 2022. Il est géré par 74 conseillers territoriaux et ses communes sont représentées par 17 élus au conseil de la métropole.

- T12 : Grand-Orly Seine Bièvre regroupe dix-huit communes de l'ouest du département du Val-de-Marne (Ablon-sur-Seine, Arcueil, Cachan, Chevilly-Larue, Choisy-le-Roi, Fresnes, Gentilly, Ivry-sur-Seine, Le Kremlin-Bicêtre, L'Haÿ-les-Roses, Orly, Rungis, Thiais, Valenton, Villejuif, Villeneuve-le-Roi, Villeneuve-Saint-Georges et Vitry-sur-Seine), ainsi que six communes du département de l'Essonne (Athis-Mons, Juvisy-sur-Orge, Morangis, Paray-Vieille-Poste, Savigny-sur-Orge et Viry-Châtillon). Son siège est fixé par décret n° 2015-1665 du 11 décembre 2015 à Vitry-sur-Seine[4].
Sa superficie est de 123,6 km2 et sa population municipale de 725 207 habitants au 1er janvier 2022. Il est géré par 92 conseillers territoriaux et ses communes sont représentées par 25 élus au conseil de la métropole.

Cette répartition est contestée fin 2015 par la majorité des communes concernées.

## Anciennes intercommunalités
Le Val-de-Marne n'était pas entièrement couvert par l'intercommunalité jusqu'à la création de la métropole. En effet, les communes d'Ablon-sur-Seine, de Bonneuil-sur-Marne, de Bry-sur-Marne, de Champigny-sur-Marne, de Chevilly-Larue, de Fontenay-sous-Bois, de Joinville-le-Pont, de Maisons-Alfort, d'Orly, de Rungis, de Saint-Mandé, de Saint-Maur-des-Fossés, de Thiais, de Valenton, de Villeneuve-le-Roi, de Villeneuve-Saint-Georges, de Villiers-sur-Marne et de Vincennes n'appartenaient à aucun EPCI à fiscalité propre.
À noter que 10 communes de Seine-Saint-Denis et 11 du Val-de-Marne, ainsi que les 2 conseils généraux, ont créé l'ACTEP, (Association des collectivités territoriales de l'Est parisien), structure associative constituant une forme souple d'intercommunalité de projet.

### Communautés d'agglomération
- Communauté d'agglomération Seine Amont : créée par arrêté préfectoral du 17 septembre 2012, 184 050 hab. en 2010, 3 communes membres (Choisy-le-Roi, Ivry-sur-Seine, Vitry-sur-Seine).
- Communauté d'agglomération du Haut Val-de-Marne : créée par arrêté préfectoral du 31 décembre 2000, 99 210 hab. en 2006, 7 communes membres (Boissy-Saint-Léger, Chennevières-sur-Marne, Noiseau, Ormesson-sur-Marne, Le Plessis-Trévise, La Queue-en-Brie, Sucy-en-Brie).
- Communauté d'agglomération Plaine centrale du Val-de-Marne : créée par arrêté préfectoral du 31 décembre 2000, 148 850 hab. en 2006, 3 communes membres (Alfortville, Créteil, Limeil-Brévannes).
- Communauté d'agglomération de Val de Bièvre : créée par arrêté préfectoral du 31 décembre 1999, 184 998 hab. en 2006, 7 communes membres (Arcueil, Cachan, Fresnes, Gentilly, L'Haÿ-les-Roses, Le Kremlin-Bicêtre, Villejuif).
- Communauté d'agglomération de la Vallée de la Marne : créée par arrêté préfectoral du 31 décembre 1999, 58 271 hab. en 2006, 2 communes membres (Nogent-sur-Marne, Le Perreux-sur-Marne).

### Communautés de communes
- Communauté de communes de Charenton-le-Pont Saint-Maurice : créée par arrêté préfectoral du 27 novembre 2003, 39 330 hab. en 2006, 2 communes membres (Charenton-le-Pont, Saint-Maurice).
- Communauté de communes du Plateau briard : créée par arrêté interpréfectoral du 3 décembre 2002, 24 736 hab. en 2006, 6 communes membres :
  - 5 communes du Val-de-Marne (Mandres-les-Roses, Marolles-en-Brie, Périgny-sur-Yerres, Santeny, Villecresnes)
  - une commune en Essonne (Varennes-Jarcy).

## EPCI sans fiscalité propre
De nombreux syndicats intercommunaux sans fiscalité propre exercent leur activité dans le territoire, et regroupent plusieurs communes pour des compétences diverses, souvent limitées.
Toutefois, on ne peut négliger le rôle essentiel que jouent les « grands » syndicats créés à l'échelle de l'ancien département de la Seine dès les années 1920 : 
- SIPPEREC - Syndicat intercommunal de la périphérie de Paris pour l'électricité et les réseaux de communication qui assure
  - pour 80 communes (plus Paris pour ses Bois de Boulogne et de Vincennes) et 3 millions d'habitants (1 678 935 abonnés qui consomment 15 774 GWh) la compétence du service public de la distribution d'électricité
  - de nombreuses délégation de service public pour les télécommunications, que ce soit par câble (31 communes, soit 106 000 habitants), par courant pourteur en ligne, infrastructures à très haut débit, installation de 470 km fibre optique noire, soit plus de 1 200 points de connexions mis à disposition des opérateurs : 95 % des offres DSL dégroupées en région parisienne utilisent cette infrastructure.

- SIGEIF - Syndicat Intercommunal pour le Gaz et l’Electricité en Ile-de-France, créé en 1901, fédère 176 communes, soit 4,9 millions d’habitants pour la compétence Service public de la distribution du gaz (dont 55 communes, représentant 1,2 million d’habitants, lui ont également déléguée le service public de la distribution de l’électricité).

- SEDIF - Syndicat des Eaux d'Ile-de-France, créé en 1923, ce syndicat intercommunal regroupant 144 communes de la région parisienne sur un territoire comprenant sept départements, gère le service public de l'eau, afin de produire et distribuer de l'eau à 514 000 abonnés, soit plus de 4 000 000 de consommateurs. Avec environ 1 million de m3 distribué chaque jour le SEDIF est le plus grand service public d'eau en France. Il distribue une eau potable à 4 millions d'habitants en Île-de-France.

- Le SIFUREP - Syndicat des communes de la région parisienne pour le service funéraire, créé en 1905 dans la foulée de la Loi de séparation des Églises et de l'État il a pour objet :
  - d’assurer dans les 71 communes des départements des Hauts-de-Seine, de la Seine-Saint-Denis, et du Val-de-Marne représentant une population de plus de 2 700 000 habitants, le service extérieur des pompes funèbres,
  - le contrôle de la gestion de trois contrats de délégation de service public : 
    - Pour le service extérieur des pompes funèbres,
    - La construction et l’exploitation du crématorium du Mont-Valérien à Nanterre,
    - La construction et l’exploitation du crématorium du Val-de-Bièvre à Arcueil.

- Le SIAAP - Syndicat interdépartemental pour l'assainissement de l'agglomération parisienne, depuis 1970, transporte et dépollue les eaux usées de plus de 8 millions d'habitants des départements des Hauts-de-Seine, de la Seine-Saint-Denis, du Val-de-Marne et de Paris, ainsi que de 180 communes de l'Île-de-France (Val-d'Oise, de l'Essonne, des Yvelines et de Seine-et-Marne).
Au pied de chaque habitation, les égouts communaux ou départementaux recueillent les eaux usées et les dirigent vers les émissaires du SIAAP (énormes tuyaux de 2,5 à 6 m de diamètre, situés jusqu'à 100 m de profondeur qui les transportent jusqu'aux usines d'épuration. Les eaux usées y sont débarrassées des pollutions carbonées, azotée et phosphatées qu'elles contiennent avant d'être rejetées dans la Seine et dans la Marne.
Le SIAAP gère ainsi :
  - 2 350 kilomètres d'égouts à Paris dont 1 600 km sont visitables.
  - 160 kilomètres d’émissaires de 2,5 à 4 mètres de diamètre enfouis de 10 à 100 mètres sous terre.
  - le bassin de la Plaine situé sous le Stade de France qui stocke 165 000 m3 d’eaux pluviales.
  - le bassin de l'Hay-les-Roses qui stocke 80 000 m3 d’eau pluviales.
  - le tunnel réservoir de Cachan, qui stocke 55 000 m3 d’eau stockés pluviales.
  - le bassin d’Arcueil, qui stocke 240 000 m3 d’eau pluviales.
  - le bassin Proudhon, qui stocke 15 000 m3 d’eau pluviales.
  - le bassin d’Antony qui stocke 115 000 m3 d’eau pluviales.
  - ses usines d'épuration d'Achères, Valenton, Colombes, Noisy-le-Grand et bientôt à Triel-sur-Seine et au Blanc-Mesnil.

- Le SIIM 94 - Syndicat intercommunal pour l'informatique municipale a été créé le 30 janvier 1974 par 5 villes adhérentes (Arcueil, Gentilly, Ivry-sur-Seine, Villejuif et Vitry-sur-Seine) pour gérer leur informatique. Il a ensuite étendu ses activités aux offices publics de l'habitat rattachés à celles-ci. Par arrêté préfectoral du 20 décembre 2005, il est devenu un établissement public d'ingénierie pour l'informatique et les technologies de l'information et de la communication.